# Malavalli
Malavalli è una città dell'India di 35.800 abitanti, situata nel distretto di Mandya, nello stato federato del Karnataka. In base al numero di abitanti la città rientra nella classe III (da 20.000 a 49.999 persone).

## Geografia fisica
La città è situata a 12° 22' 60 N e 77° 4' 60 E e ha un'altitudine di 609 m s.l.m..

## Società

### Evoluzione demografica
Al censimento del 2001 la popolazione di Malavalli assommava a 35.800 persone, delle quali 18.287 maschi e 17.513 femmine. I bambini di età inferiore o uguale ai sei anni assommavano a 4.523, dei quali 2.307 maschi e 2.216 femmine. Infine, coloro che erano in grado di saper almeno leggere e scrivere erano 22.918, dei quali 12.705 maschi e 10.213 femmine.